# Ainhoa Arteta Ibarrolaburu
Ainhoa Arteta Ibarrolaburu (Tolosa, 24 de setembre de 1964) és una soprano basca.

## Biografia
Es va formar al Conservatori Francisco Escudero de Sant Sebastià i va estudiar interpretació a l'Actors Studio de Nova York. Va debutar a l'Òpera de Palm Beach (Florida) el 1990, com a Corinda a La Cenerentola de Rossini. De la seva intensa activitat concertística destaca el recital a la Casa Blanca, amb Bill Clinton en el poder, amb motiu de la visita oficial del president de Colòmbia a Washington DC.
S'ha casat i divorciat en tres ocasions: el primer va ser un efímer matrimoni juvenil, del que es va separar el 1994; la segona amb el baríton estatunidenc Dwayne Croft (amb el qual va tenir una filla l'any 2000, Sarah), a qui va conèixer un any abans en les funcions de Fedora en el Metropolitan de Nova York i amb el qual es va casar el 1998 a l'Ajuntament de Nova York en una cerimònia oficiada per l'alcalde Rudolph Giuliani i del que es va separar el 2003; i la tercera amb el genet espanyol Jesús Garmendia (amb el qual va tenir un fill el 2010, Iker), després d'haver-lo conegut el 2005, amb qui es va casar el 2013 a Hondarribia, i separar el juliol de 2016.

## Repertori operístic
- Bizet:
  - Les Pêcheurs de perles (Leïla)
  - Carmen (Micaela)
- Britten:
  - Peter Grimes (Ellen Orford)
- Txaikovski:
  - Eugeni Oneguin (Tatiana)
- Gounod:
  - Roméo et Juliette (Julieta)
  - Faust (Marguerite)
- Lehár:
  - Die lustige Witwe (Hanna)
- Leoncavallo:
  - Pagliacci (Nedda)
- Massenet:
  - Manon (Manon)
  - Thaïs (Thaïs)
- Mozart:
  - Les noces de Fígaro (Comtessa)
  - Don Giovanni (Donna Elvira)
  - Così fan tutte (Fiordiligi)
- Poulenc:
  - Les Mamelles de Tirésias (Thérèse)
  - Dialogues des Carmélites (Poulenc) (Blanche)
- Puccini:
  - La rondine (Magda)
  - Turandot (Liú)
  - La Bohème (Mimí)
  - La Bohème (Musetta)
  - Manon Lescaut (Manon)
  - Tosca (Tosca)
- Strauss:
  - Daphne (Daphne)
- Verdi:
  - La traviata (Violetta)
  - Don Carlos (Elisabeth de Valois)
  - Otello (Desdemona)
  - Simon Boccanegra (Maria)

## Discografia
- "Recital" (ENSAYO-RBA música)
- "Música Renacentista" (Helicon)
- "Doña Francisquita" (Sony)
- "Entrañable" (RTVE-música)
- "Damas del Canto" (RTVE-música)
- "Zarzuela" (RTVE-música)
- "Ainhoa Arteta y Dwayne Croft en Concierto" (RTVE-música)
- "Turandot. Palacio Euskalduna de Bilbao" (RTVE-música)
- "Romeo et Juliet. Teatro Campoamor" (RTVE-música)
- "Fedora" (Deutsche Grammophon)
- "La Bohéme. Metropolitan Opera House" (EMI)
- "La vida" (Vale Music)
- "La rondine" (Decca)
- "Don't give up", disc pop de versions - 2010
- "Mayi", disc pop de versions - 2015

## Premis i reconeixements
- Premi de la Hispanic Society of America per la seva contribució a les arts
- Millor intèrpret de música clàssica en la cinquena edició dels Premis de la Música
- Medalla d'or del Palau de la Música de València
- Distinció Lan Onari concedit pel govern basc (2002) en reconeixement de la seva trajectòria professional
- Premi Ciutat d'Alcalá de les Arts i de les Lletres (2009)